# Museo archeologico di Atina
Il Museo archeologico comunale di Atina è uno dei musei civici della provincia di Frosinone.

## Descrizione
Si suddivide in cinque sale in cui sono raccolti i principali reperti archeologici provenienti dalla valle di Comino dall'età preistorica ai numerosi reperti sanniti e romani. La collezione più importante è costituita dai corredi funerari e dalle sepolture ritrovate nella necropoli Ominimorti di San Biagio Saracinisco di cui resta integra una tomba alla cappuccina del V secolo a.C.
Fra i reperti d'età romana il museo conserva un pregevole leone funerario e una serie di plastici che ricostruiscono i castra romani risalenti alle prime guerre con i sanniti che furono combattute in Val di Comino. Fra le simulazioni anche delle ricostruzioni di catapulte e armi varie.
Una stanza ospita una ricca raccolta di anfore, monili e vasellame d'argilla che testimoniano la frequentazione commerciale della zona di Atina da parte degli Etruschi.